# Pharoideae
Pharoideae es una subfamilia de plantas perteneciente a la familia de las gramíneas o Poaceae. Incluye cuatro géneros y unas 12 especies pantropicales, las cuales habitan en las selvas. Esta subfamilia, junto con Puelioideae, fue tradicionalmente incluida en Bambusoideae, sin embargo, los estudios filogenéticos más avanzados sobre la base de datos moleculares, apoyan el reconocimiento de esta subfamilia.
Pharoideae se caracteriza por sus hojas resupinadas, con las láminas invertidas (con la cara abaxial hacia arriba). Las espiguillas son unifloras y presentan 6 estambres con las anteras centrifijas. El coleoptile presenta lámina.  